# Henry Meadows
Henry Meadows, généralement connu simplement comme Meadows, de Wolverhampton, Angleterre fut le principal fournisseur de moteurs et de transmissions pour les petites entreprises de l'industrie automobile britannique. Fondée en 1920, dans Park Lane, à Wolverhampton, comme fabricant de boîtes de vitesses de voitures, la société commença à produire des moteurs à essence en 1922 et dans les années 1930 construisit une grande usine dans Fallings Park, Wolverhampton.

## Produits

### Moteurs à essence

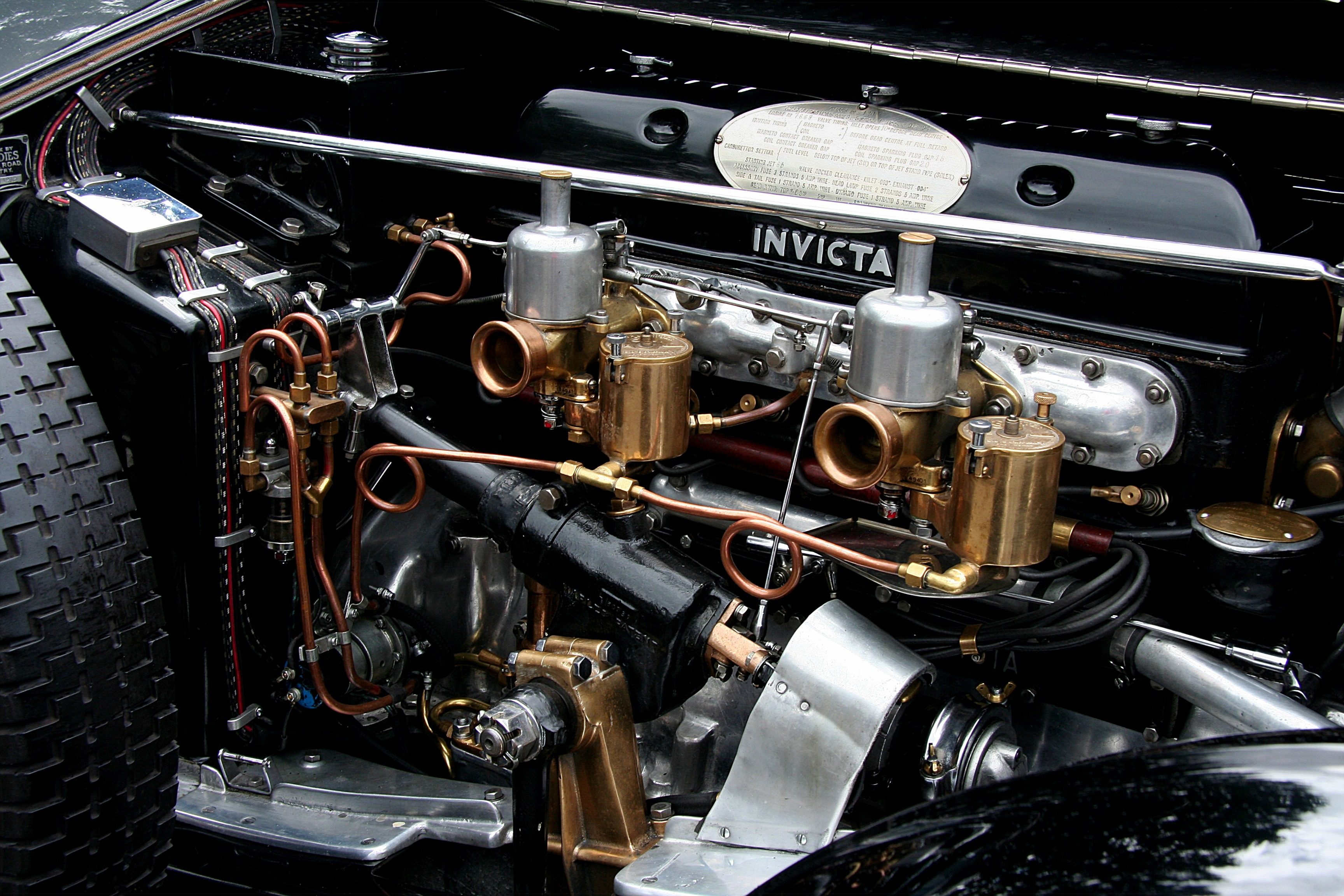
Moteur 4½-litre dans une Invicta de 1931

La production démarre avec l'arrivée du directeur des travaux de W. H. Dorman & Co (le fils de W. H. Dorman, John E. Dorman) en août 1921, et un ingénieur de conception de M. R. S. Crump. Dorman produisait des moteurs depuis 1903. Les premiers moteurs et boîtes de vitesses furent produites avec la marque Meadows-Dorman sur les moulages. Cela a abouti à un procès entre Dorman et Meadows, pour utilisation abusive du nom Dorman et de sa réputation. Dorman gagna le procès.
L'un des moteurs à essence les plus populaires fut le 1½-litre à quatre cylindres de Type 4ED, largement utilisé par Frazer Nash et Lea-Francis au cours des années 1920 et 30, et dans la voiture légère H. R. G. de 1936 à 1939, qui fut vendue avec une garantie de vitesse de pointe de 145 km/h. Un autre produit à succès, le moteur 4½-litres 6 cylindres est plus connu comme unité de puissance des voitures Invicta et Lagonda.
Meadows a également produit des moteurs de marine à la suite d'une visite de Hubert Scott-Paine en 1931, qui étaient à la recherche de meilleurs moteurs pour son transport d'hydravions (RAF200) qui était alors construit avec des moteurs Brooks. Après quelques modifications pour permettre aux moteurs de fonctionner à un angle de 17 degrés, la British Power Boat Company sélectionna le moteur à essence Meadows 6 cylindres pour les transports d'hydravions rapides, chacun ayant deux moteurs de 100 ch, et capable de 54 km/h.
Dans les années 1930, Meadows développa un moteur douze cylindres à plat de type MAT/1 de 8 858 cm3 pour des applications militaires, y compris le Tétrarch Light Tank. Par après fut construit un moteur à essence 16 litres, 300 ch, douze cylindres à plat utilisé dans le char Covenanter. Ce moteur a également été utilisé dans le prototype de char A20, près de deux fois plus lourd que le Covenanter et a donc été considéré comme sous-motorisé. En dernier lieu, le plus largement utilisé, le char Churchill A22 était un développement de l'A20. En partie pour fournir plus de puissance, et aussi pour améliorer les délais de production, il était alimenté par un moteur Vauxhall 12 cylindres à plat appelé le "Double-Six", car il était basé sur l'accouplement de deux moteurs de camion Bedford six cylindres. Ce moteur, légèrement plus puissant, délivrait 350 ch. Le Guy Armoured Car, produit en 1939-1940, utilisa un moteur à essence Meadows 4-cylindres.
Meadows produisit également le moteur de char V12 Rolls-Royce Meteor de 600 cv à partir de 1944. Les moteurs Rolls-Royce Merlin étaient sous contrôle du Ministère de la Production d'Avions, mais les moteurs de chars étaient sous le contrôle du Ministère de l'Approvisionnement et l'énorme demande du moteur Merlin impactait sur la production du moteur Météor, ce qui affectait la fabrication des Chars Cromwell. Meadows, déjà engagé avec le Ministère de l'Approvisionnement, produisit le moteur Meteor à partir de 1944 afin de subvenir à la demande. La Rover Company a également produit des moteurs Meteor durant cette période.

### Moteurs Diesel
Meadows a commencé à développer des moteurs Diesel dans les années 1930, et un 5 litres à 4 cylindres développant 75 ch à 2 000 tr/min fut lancé en 1935 à Olympia Motor Transport Show. Ils ont introduit une version 6 cylindres de 100 ch en 1938. Ces deux moteurs utilisèrent une chambre de combustion de type Lanova, des pompes d'injection CAV et ils furent utilisés pour le transport routier et l'usage marin. En 1938, Meadows fournit des moteurs diesel à la New Zealand Railways Standard.
Après la Seconde Guerre mondiale, la fabrication des moteurs Diesel continua, mais avec un design complètement nouveau, cette fois avec injection directe et des pistons à cavité torique. Les 6,9 litres à 4 cylindres délivraient 85 ch à 1 800 tr/min, et le 10,35 litres à 6 cylindres 150 ch à 1 800 tr/min. Ces moteurs visaient à la fois les véhicules, la marine et les marchés d'usage stationnaire, et il y avait une version horizontale du 6 cylindres pour montage à plat en sous-sol. Les deux moteurs ont été évalués à 60 et 90 ch pour un usage maritime continu à 1 600 tr/min, et un moteur plus puissant de conception similaire évalué à 130 ch et de 15,5 litres de cylindrée a également été répertorié. Une des caractéristiques particulières de ces moteurs fut la possibilité de basculer les utilitaires de gauche à droite et de bout en bout, ce qui permettait de faire des bimoteurs de marine de plaisance. Pour une utilisation marine, des réducteurs hélicoïdaux de différents rapports, et des planétaires à engrenages inversés furent également disponibles. De nombreux moteurs ont été livrés à leur voisin de Fallings Parc, Guy Motors, pour une utilisation dans les autobus et les camions. Un petit nombre de moteurs diesel a été fourni à British Rail Railbuses en 1958. Ils ont également alimenté les tracteurs à chenilles Fowler Challenger, le 6DC-630 Mk III, et le 6DJ-970 Mk IV. Les publicités Meadows annonçaient qu'ils avaient aussi un usage industriel, comme dans les broyeurs de roches, les creuseurs de fossés, les excavateurs, les compresseurs et autres équipements de construction routière. Ils ont également été utilisés pour les groupes électrogènes militaires FV2502 de 27,5 kVA.
Modèles de moteurs (liste incomplète), la lettre après le " D " varie selon l'application (par exemple, M = marine) :
- Quatre cylindres avant-Guerre. Alésage 105 mm, Course de 150 mm.
- Six cylindres avant-Guerre. Alésage 105 mm, Course de 130 mm.
- 4DC-330 Quatre cylindres diesel. Alésage 120 mm, Course de 120mm, 5,43 litres de cylindrée
- 6DC-630 Six cylindres diesel. Alésage 130 mm, Course 130 mm, 10,35 litres de cylindrée
- 6HDC-500 Diesel six cylindres horizontaux. 8,14 litres de cylindrée
- 6DJ-970 Six cylindres diesel. 15,5 litres

### Boîtes de vitesses
Meadows a commencé par la fabrication de boîtes de vitesses en 1920, d'abord pour les camions faits par Vulcan Motor & Engineering Co et ensuite pour Coventry Climax Ltd. Après que les moteurs furent introduits en 1922, des ensembles complets de moteurs, embrayages et boites de vitesses étaient proposés, au début avec trois ou quatre rapports, ensuite avec quatre ou cinq rapports. Au cours du début des années 1950, Meadows fournit des boites de vitesses pour la Jowett Javelin.

### Voitures
Ils ont également produit la minivoiture Meadows Frisky entre 1957 et 1961.

## Fusion et fermeture
La société devint partie de Associated British Engineering et Henry Meadows ferma en 1960.